# Carmelo Bentancur
Carmelo Bentancur (Durazno, 4. srpnja 1899. - ?), urugvajski mačevalac koji se natjecao na Olimpijskim igrama.
Nastupio je u disciplinama pojedinačno sablja i momčadski sablja na Olimpijskim igrama 1936. u Berlinu.